# Винкин, Блинкин и Нод
«Винкин, Блинкин и Нод» (англ. Wynken, Blynken & Nod) — 70-й короткометражный мультфильм рисованного мультсериала Silly Symphonies, созданный Walt Disney Productions и выпущенный 27 мая 1938 года. Является экранной адаптацией одноимённого стиха Юджин Филда.

## Сюжет
Трое сонных детей плывут в своей лодке; они ненадолго задерживаются на облаке, затем у них возникают различные проблемы с их рыболовными лесками (один приземляется на рыбообразную звезду, которая в конечном итоге извивается в его штанах). Звёзды дразнят Нода, пока он висит за бортом. Вскоре пролетает комета, которую дети ловят сетью. Но она начинает тащить их лодку до того момента, пока они не приземляются на другом облаке, где их бросают штормы. В конечном итоге у них ломается мачта и они отправляются обратно на землю, где мы видим, что Винкин, Блинкин и Нод — это один мальчик.

## Роли озвучивали
- Дивонна Докси — певица
- Мэри Модер — исполнение заглавной песни[2]

## Релизы
- США — 27 мая 1938
- Италия — 1951

### Телевидение
- «Donald’s Quack Attack» — Эпизод #42
- «Mickey’s Mouse Tracks» — Эпизод #65

### Видео

#### DVD
- «Walt Disney Treasures»
  - Silly Symphonies
- «Walt Disney’s Fables» — Volume 2

#### VHS
- «Walt Disney Cartoon Classics: Limited Gold Edition II»
  - «The Disney Dream Factory: 1933—1938»